# Llums d'advertència V16

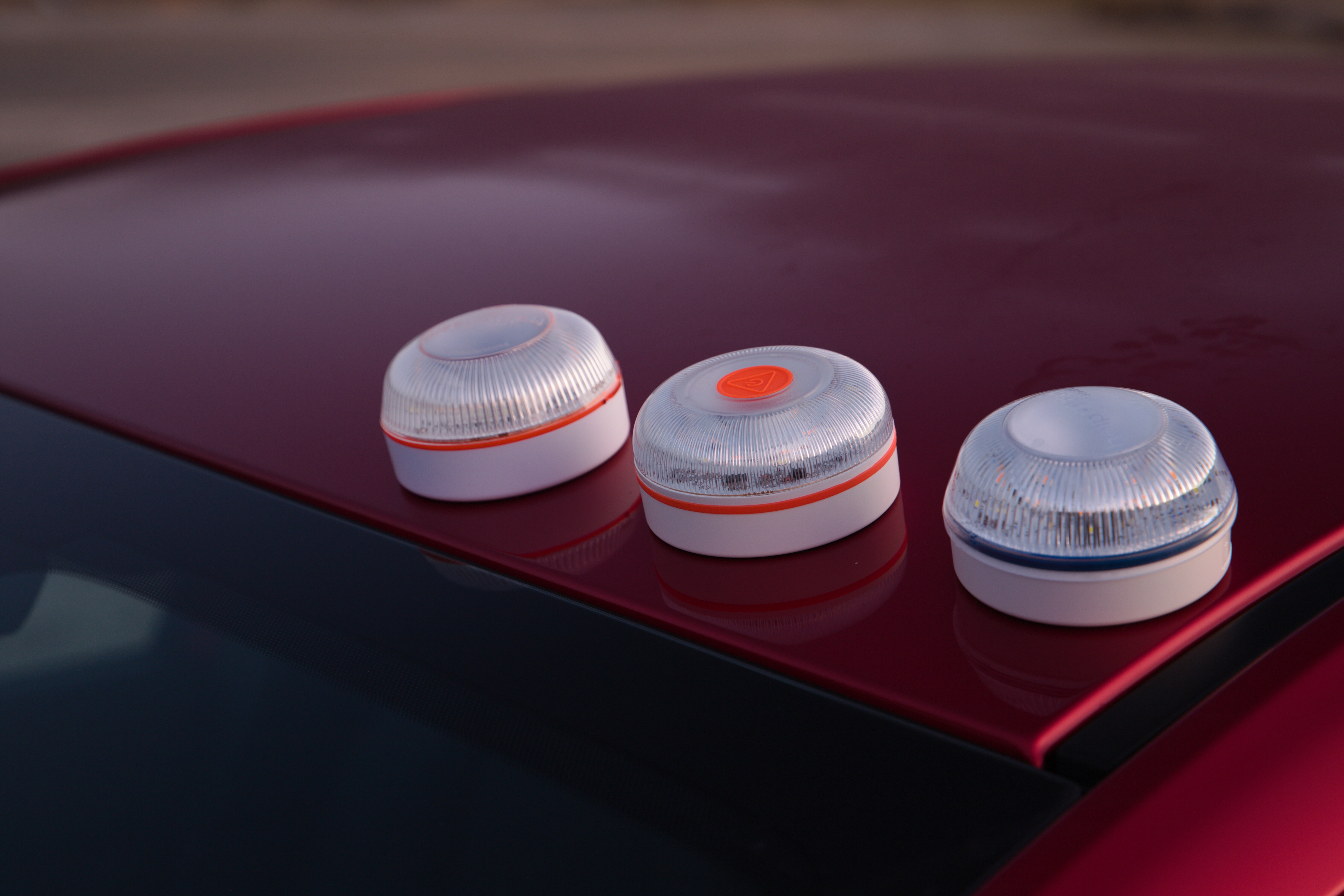
V16 - 3 llums d'advertència diferents

V16 és el nom oficial que es dóna a Espanya a la llum de far Warner. El conductor el pot col·locar al sostre sense sortir del vehicle i esdevenir immediatament visible en cas d'accident o avaria.
L'ús de balises lluminoses d'advertència va entrar en vigor l'1 de juliol de 2021, i tant el triangle d'advertència com les llums V16 convencionals es poden utilitzar fins al gener de 2026. Després d'aquesta data, l'única forma legal de dispositiu d'alerta que es pot utilitzar a Espanya és la balisa lluminosa V16 que té geolocalització integrada i està connectada al núvol de la DGT 3.0.

## Descripció
Els V16 són dispositius de llums grogues intermitents que es col·loquen a la part superior sense sortir del vehicle. La llum cobreix un camp de visió horitzontal de 360 graus i com a mínim ± 8 graus amunt i avall en el camp vertical. L'alimentació del dispositiu és autònoma, sense cables, amb botó o bateria per garantir-ne l'ús després de 18 mesos.
La balisa V16 ha de tenir un codi d'homologació que es pugui veure sense dificultat i que no es deteriori: LCOE XXXXXXXXXXXXXXXXXXG1 o IDIADA PC XXXXXXXXXXXX. En aquest codi, en comptes de la lletra x, s'hi ha d'incloure la data d'aprovació i el número de sèrie.

## Història
El far V16 va ser creat per l'inventor gallec Jorge Torre qui, conscient de l'alta sinistralitat a la carretera a causa d'avaries o accidents de vehicles, havia estat buscant una solució per reduir el nombre de morts i ferits. El 2015, Torre va crear el primer prototip i es va associar amb Jorge Costas, també emprenedor, per llançar la primera marca de dispositius V16: Help Flash.
El 2018, després de la comercialització del producte, diverses administracions espanyoles van reconèixer els fars V16, que van ser aprovats per la DGT com els més eficients per reduir la sinistralitat associada a les aturades de vehicles a la carretera per avaria o accident;   per tant, van ser inclosos en la Reforma del Reglament de Vehicles mitjançant l'Ordre Ministerial PCI/810/2018.
El març de 2021 es va aprovar el Reial Decret 159/2021 per a la substitució del triangle per senyals tipus V16, que el 2026 estaran connectats directament al núvol de la DGT 3.0.